# 九龍麪粉廠

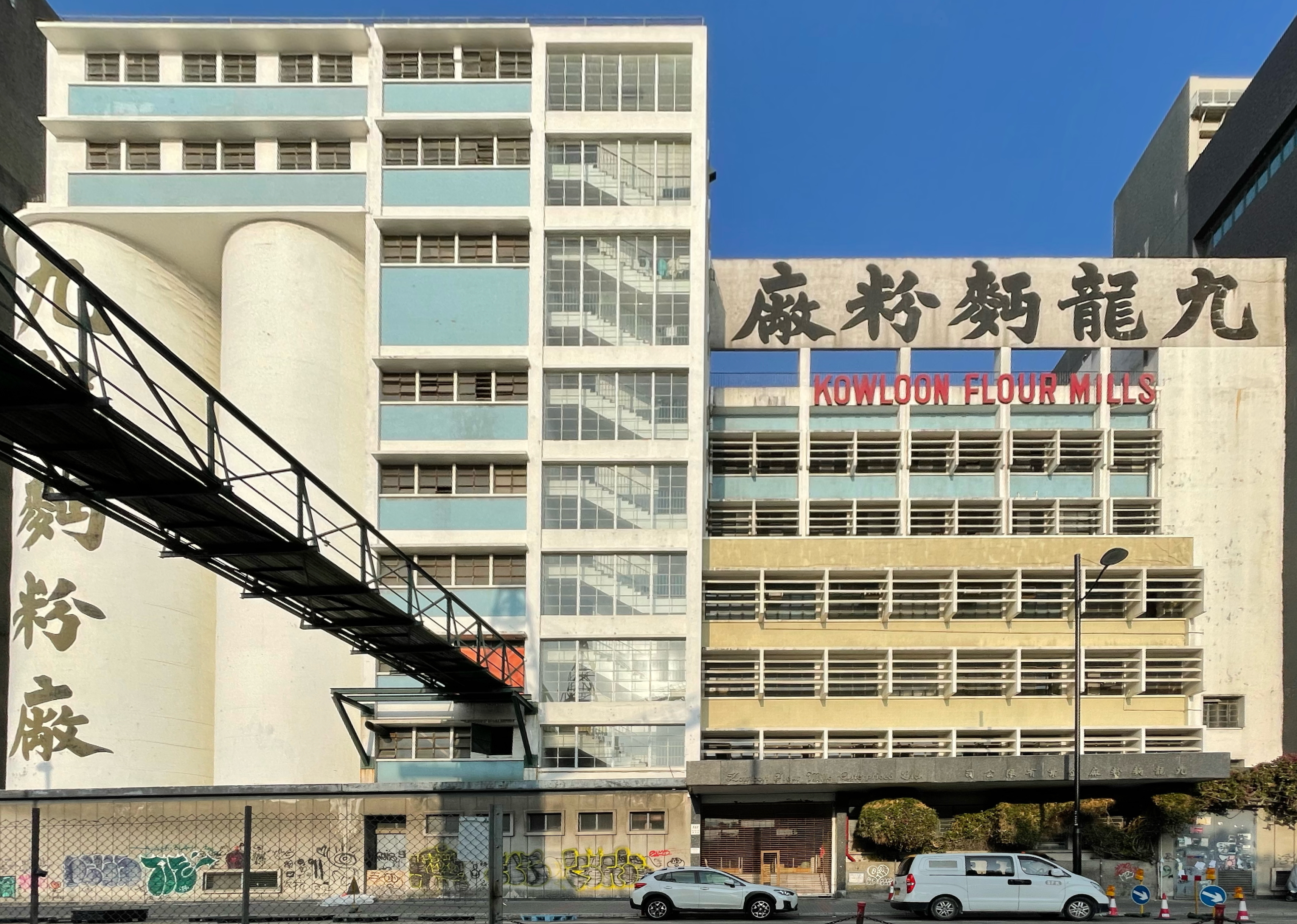
九龍麪粉廠正立面

九龍麪粉廠（英語：Kowloon Flour Mills）是香港市區僅存的麵粉廠，位於九龍觀塘工業區海濱道161號，於1964年起運作至今。

## 歷史

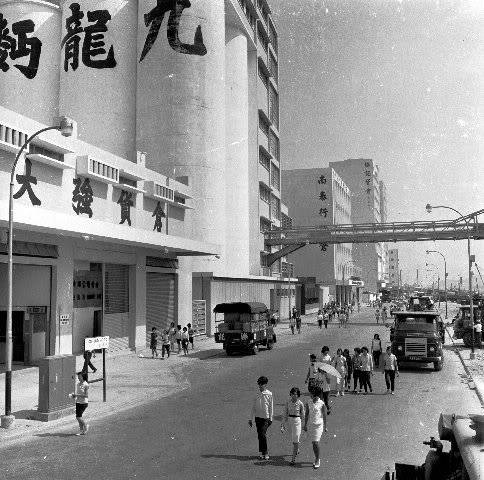
1966年仍位處海徬的九龍麪粉廠，而旁邊大強貨倉未擴建，大字是橫書在各管道頂部

九龍麪粉廠是泰國華僑林國長於71歲來港創辦，林氏早於1953年嚮應時任中華民國總統蔣中正號召，在當時仍屬台北縣的南港火車站旁地段（今屬台北市南港區）創辦「僑泰興麵粉廠」經營麵粉製造生意，因而獲「愛國僑商」美譽，及後留居台北，創辦中泰賓館等其他業務，成為僑商鉅富。
1960至1970年代觀塘仍未填海及興建觀塘繞道，麪粉廠就剛好在海邊，當時是用輸送管道將由躉船運來的小麥吸入管道。
填海後公司改以貨櫃運送小麥，並向政府租下觀塘繞道下面的地皮放置貨櫃，再將小麥泵進管道入廠。
2011年10月，時任發展局局長林鄭月娥表示有將「已停產」的九龍麪粉廠作為九龍東的歷史地標，並點名指可以保育活化。經了解和證實廠戶仍在運作後，向廠主和工友致歉。
2020年3月，巿民在肺炎疫情留家期間對麵粉的需求急增，生意本銳減的麵粉廠亦嘗試由只經營批發轉營推出家用裝麵粉，反應熱烈。

## 建築
九龍麪粉廠為一座白、藍色的九層高現代主義建築，由周耀年李禮之畫則設計（Chau & Lee Architects）負責建築項目。
其西面設有十條用作儲存小麥的大圓柱，容量達1萬噸，圓形的設計使內裏應力平均分佈在幾可形狀，適合負重需要；向海的一條柱直書「九龍麪粉廠」五個大字，是為已故書法家區建公所題的北魏體作品。
而二樓則有搬運小麥用的吊臂以及輸送管道橋樑，橫跨海濱道連接對出的碼頭。該管道當年能夠延伸至觀塘海徬，方便將躉船運來的小麥吸入管道。

## 運作
1. 從躉船或貨櫃運送的小麥原料會先送入2樓，然後傾倒入數層樓高的大圓柱倉庫中備用[5]
2. 包裝過程會首先把小麥泵入廠房5樓的機器打磨成粉，再「吹」上7樓篩出雜質
3. 最後這些麵粉會跌落6樓再「吹」上7樓，然後包裝入袋

## 保育

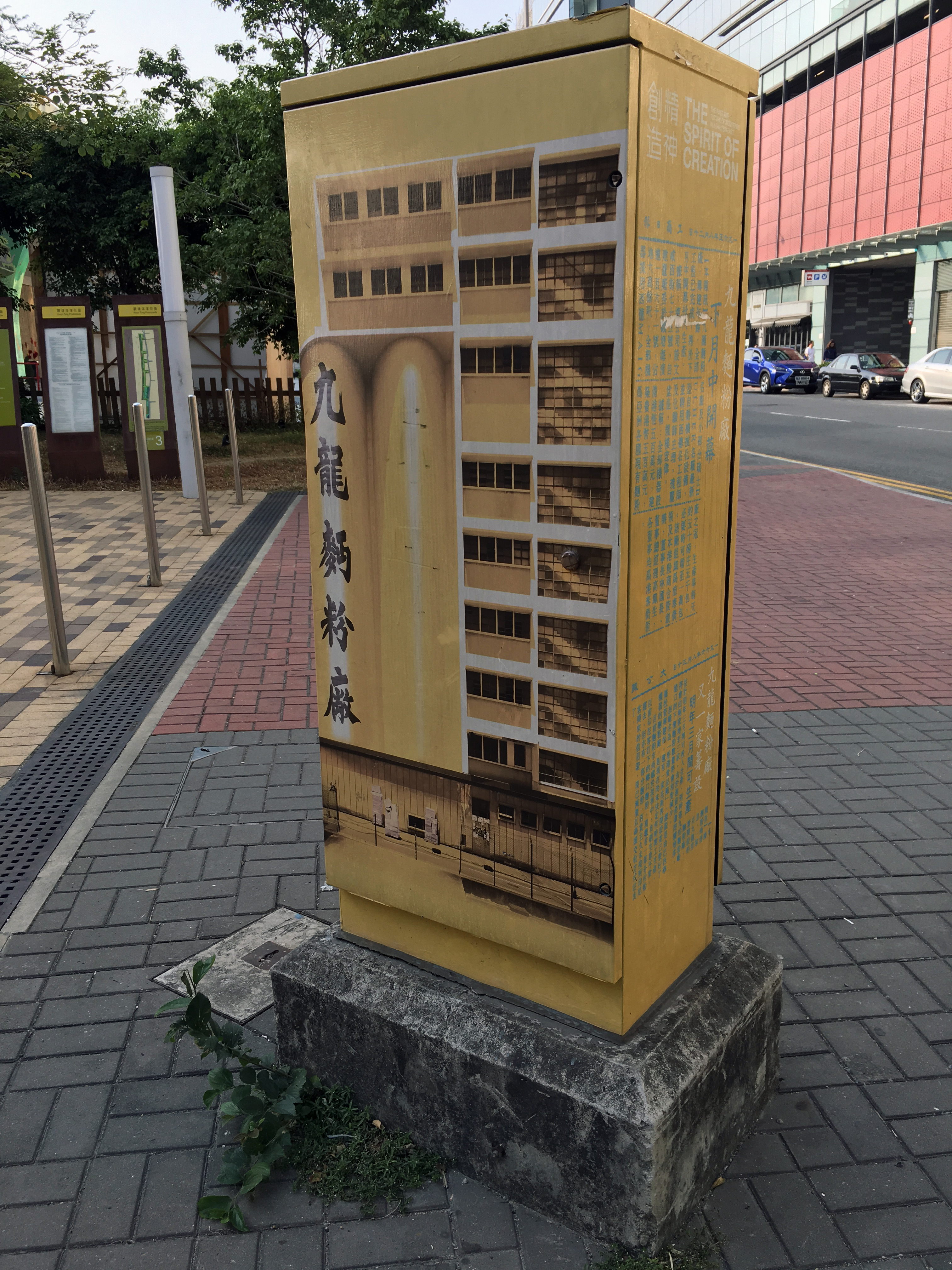
「起動九龍東」其中一個項目是利用電箱展示工業文化，此電箱位於九龍麪粉廠對面的行人路

九龍東正轉型作香港第二個核心商業區，不少觀塘和九龍灣昔日的工廠大廈會遭收購拆卸並重建作商業大廈。
林鄭月娥在2011年曾指出九龍麪粉廠「都幾標誌性，可反映五、六十年代」，並表示能作為一個工業區的工業文物。

## 圖片

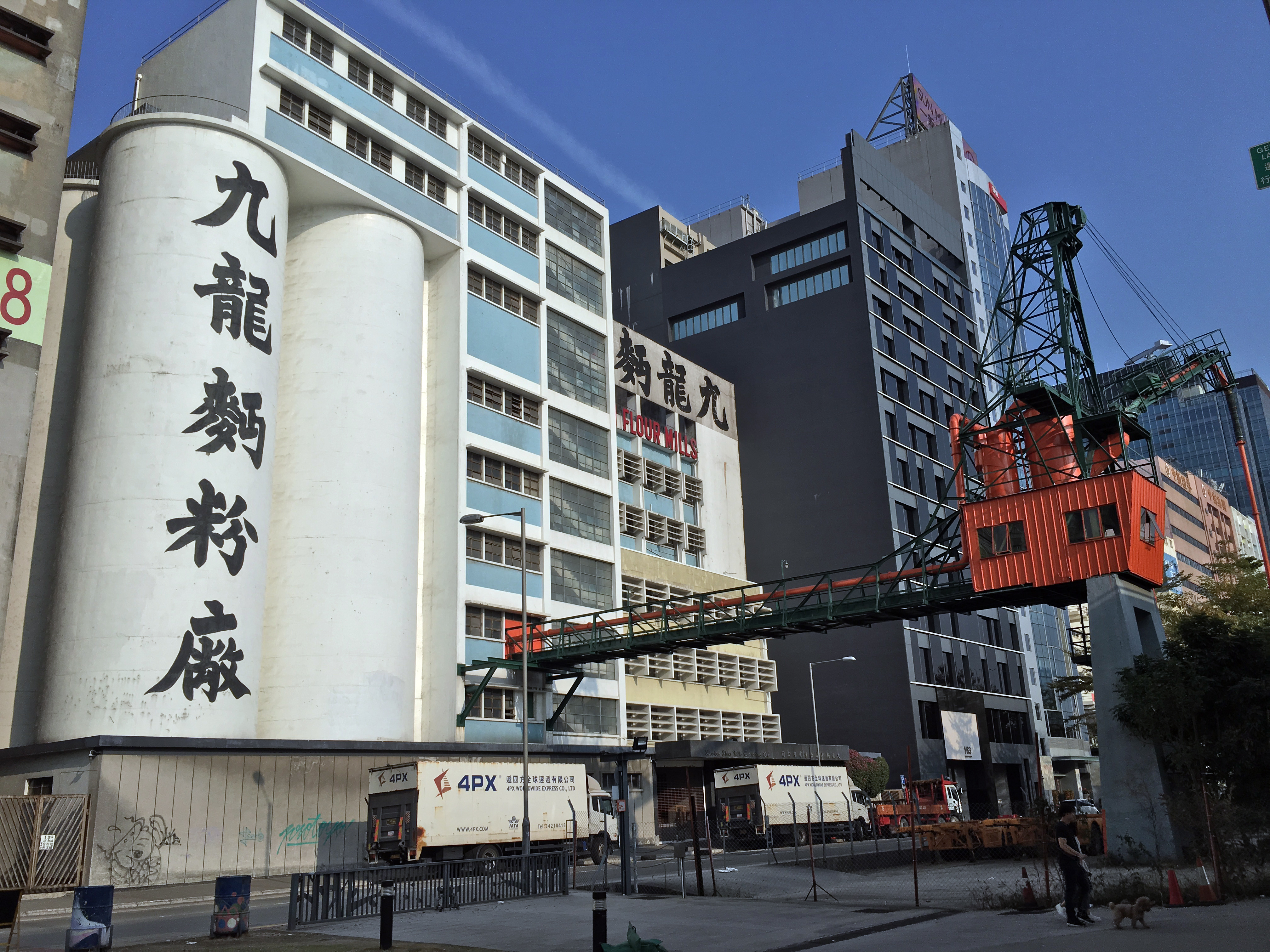
麪粉廠吊臂及輸送管道橋樑
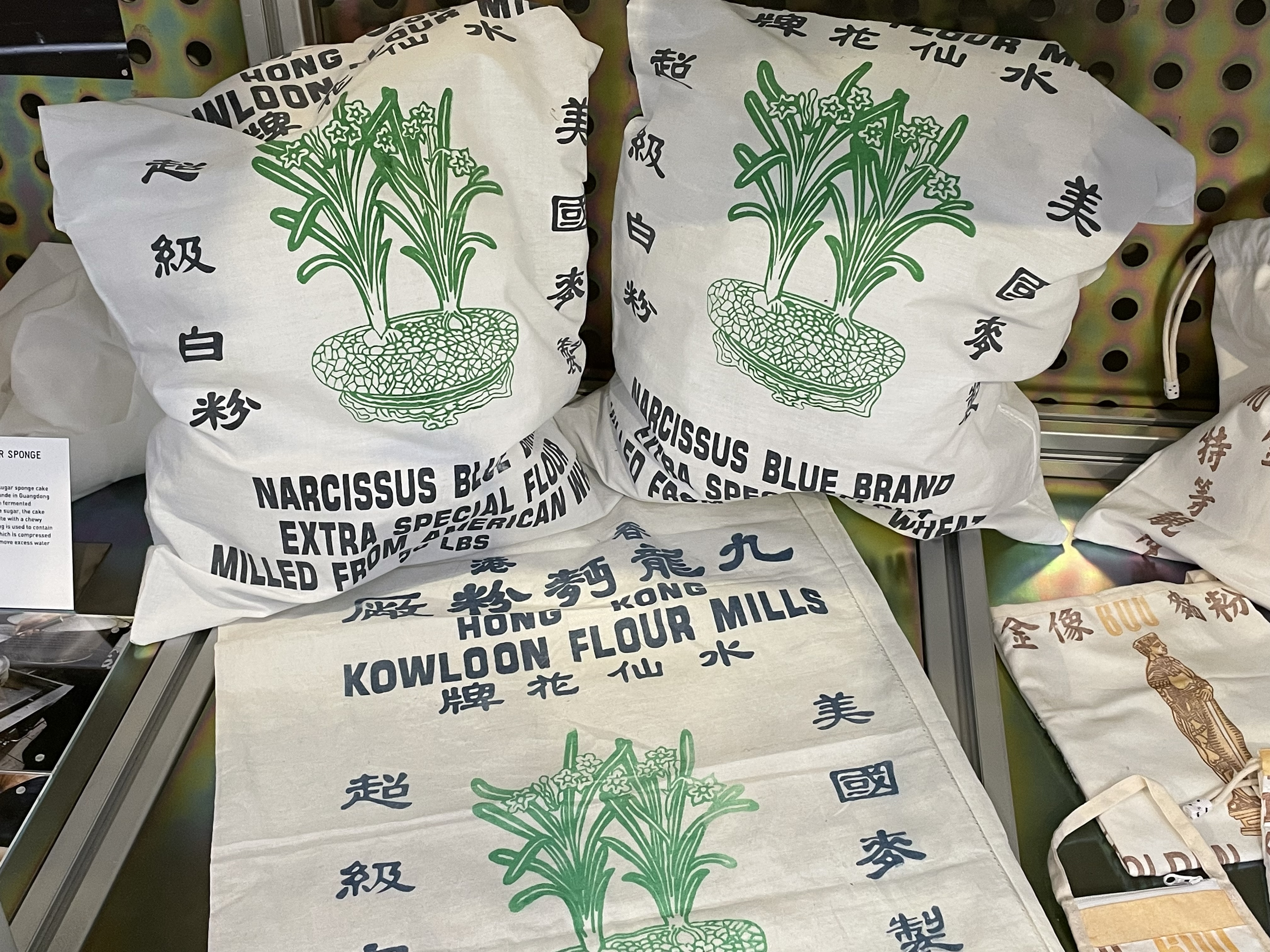
麪粉廠棉織袋（南豐紗廠展品）

## 外部連結
- 官方网站
- 九龍麪粉廠的Facebook專頁
- 九龍麪粉廠的Instagram帳戶